# The «5» Royales
The «5» Royales (Файв Роялз) — американская мужская вокальная группа, работавшая в стилях ритм-н-блюз, соул и ду-воп. Как подсказывает название группы, состояла она из пяти человек.
Их коммерческий успех был довольно скромным — в 1950-е годы семь песен группы достигли ритм-н-блюзового чарта «Билборда», причём большинство из них было записано со второй половины 1952 по вторую половину 1953 года. Как пишет музыкальный сайт AllMusic, группа, хоть и была относительно не замечена, со своей комбинацией стилей ду-воп, джамп-блюз и госпел стала важным звеном между ранним ритм-н-блюзом и ранним соулом.
Сайт Зала славы рок-н-ролла, куда группа была включена в 2015 году (в категории «Ранние влияния»), записывает на счёт 5 Royales создание «некоторых первых рок-н-ролльных стандартов» (то есть классических рок-н-ролльных песен; песен, часто записываемых и исполняемых рок-н-ролльщиками).
По словам Р. Дж. Смита, автора биографии Джеймса Брауна, «5 Royales первой из великих вокальных групп принесла госпельные вокальные гармонии на рынок поп-музыки».
Песня «Think» в исполнении группы The «5» Royales входит в составленный Залом славы рок-н-ролла список 500 Songs That Shaped Rock and Roll.

## Дискография
- См. «The "5" Royales § Singles» в английском разделе.